# Самуэль-Ольман, Эжен
Эжен Самуэль-Ольман (фр. Eugène Samuel-Holeman; 30 ноября 1863 — 25 января 1942) — бельгийский композитор, называемый иногда «бельгийским Сати». Сын композитора Адольфа Самуэля.
Учился в Гентской консерватории у Франца Де Воса (фортепиано) и своего отца (композиция), изучал также литературу и философию. Выступал во Франции как пианист (с Оркестром Ламурё) и дирижёр. Выступил с рядом оригинальных экспериментальных предложений в области гармонии.
Наиболее известное сочинение Самуэля-Ольмана — монодрама «Девушка у окна» (фр. La Jeune Fille à la fenêtre; 1890) для меццо-сопрано, гобоя, валторны, арфы и струнного квартета на стихи Камиля Лемонье. Написал также ряд других сочинений для голоса и ансамбля, симфонию, концерт для арфы с оркестром, струнный квартет.